# Hyloxalus pinguis
Hyloxalus pinguis es una especie de anfibio anuro de la familia Dendrobatidae.

## Distribución geográfica
Esta especie es endémica del departamento de Cauca en Colombia. Habita entre los 2995 m de altitud en la vertiente occidental de la Cordillera Central.

## Publicación original
- Rivero & Granados-Díaz, 1990 : Nuevos Colostethus (Amphibia, Dendrobatidae) del Departamento de Cauca, Colombia Caribbean Journal of Science, vol. 25, n.º 3/4, p. 148-152[5]